# التربيع
التربيع (Quadratura)، وهو مصطلح استخدم من قبل فنانين القرن الثامن عشر الباروك. ويرتبط مباشرة بتطبيق مفاهيم المنظور وخصوصاً في تمثيل مشاهد معمارية. وقد شملت هذه التقنية تماثيل الجص الوهمية. التي كانت تستخدم السقوف المسطحة أو المقببة، لتمثيل أشكال معمارية ، مع التركيز على المنظور بمستوى إسقاط افقي وبنقطة تلاشي مركزية واحدة.
وشمل التربيع في بعض الأحيان تقنية الانامورفوزي (anamorfosi).
أمثلة على هذه التقنية:

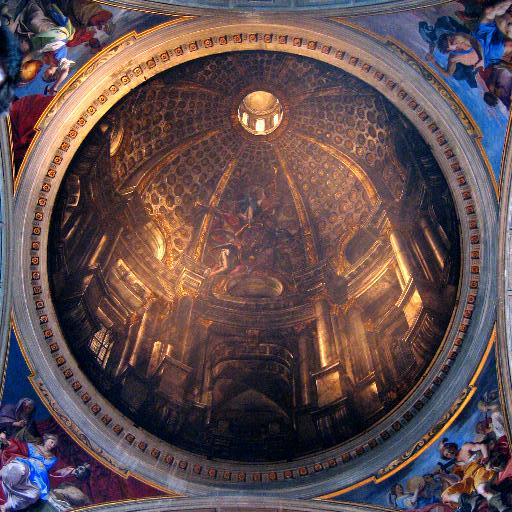
منظور وهمي على قبة سانتوانياتسو (1685) من رسم اندريا بوزو

- اندريا بوزو (Andrea Pozzo) في كنيسة القديس اغناطيوس (Sant Ignazio) في روما والكنيسة اليسوعية في فيينا.[1]
- جيامباتيستا تيبولو (Gianbattista Tiepolo) في فيلا بيساني في سترا، وقاعة العرش في القصر الملكي في مدريد، * جيرولامو كورتي (Girolamo Curti) في قصر اودسكالكي (Palazzo Odescalchi) في روما، * بيروتزي بالداسار (Baldassare Peruzzi) في فيلا فارنيزينا (Villa Farnesina) في روما.

وكانت تستخدم هذة التقنية من قبل المصممين والمعماريين المتخصصين في بناء المسارح.